# زمین‌لرزه ۲۰۱۳ آچه اندونزی
زمین‌لرزه آچه اندونزی  در تاریخ ۲ ژوئیه ۲۰۱۳ میلادی، برابر با ‎۱۱ تیر ۱۳۹۲، در اندونزی، منطقه آچه رخ داد. بزرگی آن ۶٫۲ در مقیاس mb بوده و حدود ۴۰ نفر کشته، ۲۷۵ نفر زخمی شدند و ۴۳۰۰ واحد مسکونی نیز تخریب شد.